# Monumento ao Índio

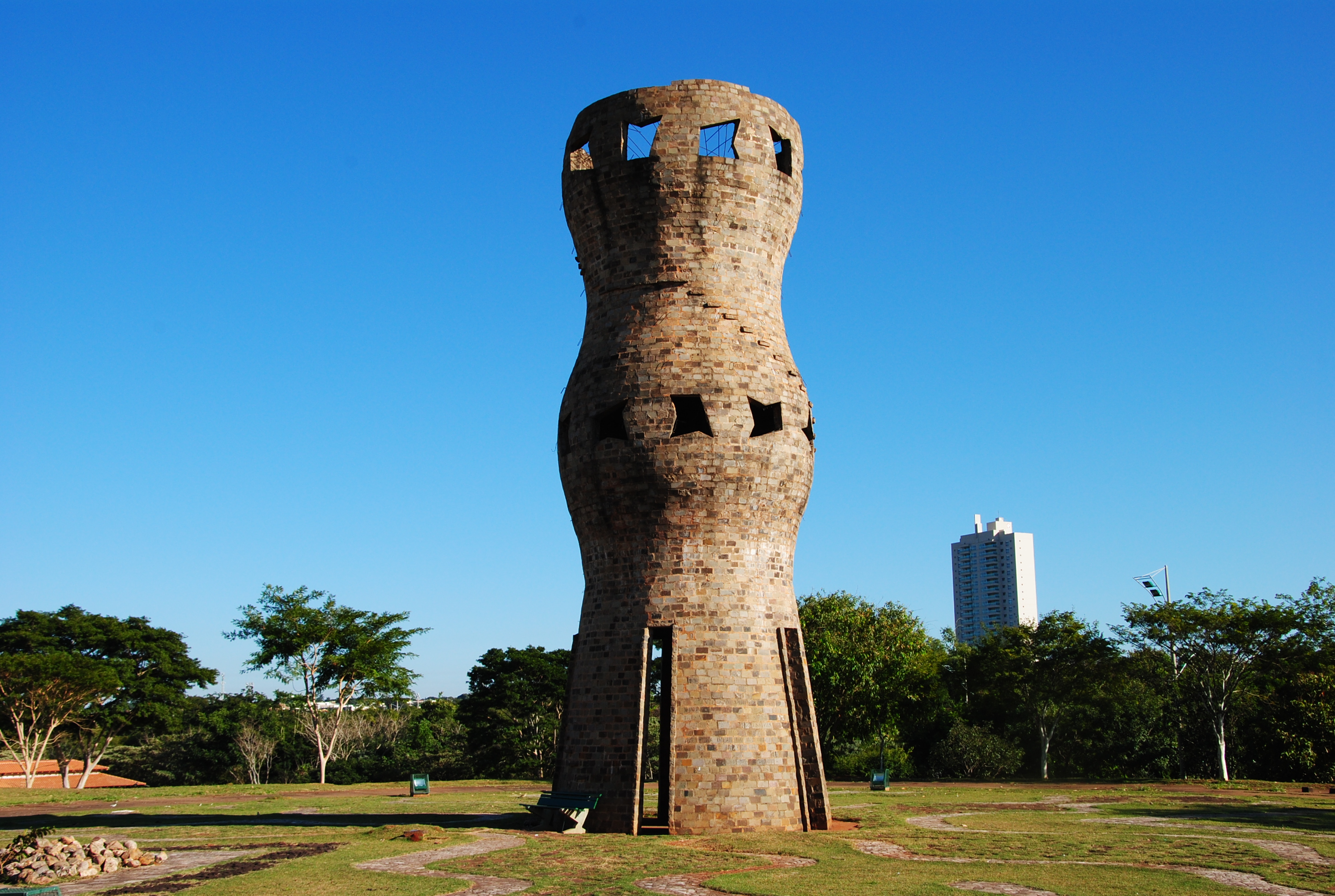
Foto do Monumento ao Índio

O Monumento ao Índio consiste em um obelisco em formato de zarabatana com uma altura de aproximadamente 15 metros, localizado nas proximidades da entrada Guarani do Parque das Nações Indígenas, na cidade de Campo Grande, MS. De autoria do arquiteto Roberto Montezuma, o monumento caracteriza uma homenagem às culturas indígenas do Brasil.
Apesar de sua existência próxima da própria inauguração do parque, o monumento e seu significado permanecem desconhecidos pela maioria da população, além da obra, atualmente, aparentar visualmente estar depredada - fato ratificado pela estrutura interna composta por uma escadaria em espiral fragmentada, e paredes grafadas.  
Ainda assim, o monumento representa o marco de um local atrativo para os visitantes na Praça da Zarabatana, local do parque onde se encontra, e constitui potencial de turismo para a cidade, estando presente ao longo dos anos na história local e da população.